# Enmelen
Enmelen (russisch Энмеле́н; tschuktschisch Энмыԓьын) ist ein Dorf (selo) im Autonomen Kreis der Tschuktschen (Russland) mit 367 Einwohnern (Stand 14. Oktober 2010).

## Geographie
Das Dorf liegt etwa 320 km Luftlinie östlich des Verwaltungszentrums des Autonomen Kreises Anadyr im südlichen Teil der Tschuktschen-Halbinsel, am nordöstlichen Ufer des Anadyrgolfs des Beringmeers. Es befindet sich am nordöstlichen Fuß eines 402 m hohen felsigen Gipfels, der das Bering-Kap (mys Beringa) bildet. Der Fluss Enmyljyn (entsprechend der tschuktschischen Bezeichnung des Ortes) mündet etwa 5 km nördlich von Enmelen in den Anadyrgolf, während sich ein gleichnamiges Kap mit dem 581 m hohen Gipfel Pnyksun etwa 8 km südöstlich befindet.
Enmelen gehört zum Stadtkreis Prowidenija; es ist von dessen namensgebenden Verwaltungssitz, der Siedlung Prowidenija, 140 km in nordwestlicher Richtung entfernt. Wirtschaftliche Grundlage des Dorfes sind Rentierzucht und Jagd auf Meeressäuger.

## Geschichte
Enmelen wurde erstmals im 18. Jahrhundert urkundlich erwähnt. Der Name bezieht sich im Tschuktschischen auf die Lage unweit eines felsigen Bergkammes (von энм, enm „Felsen“; ылвын, ylwyn für eine Art Bergkamm).
Bis zur Bildung des Stadtkreises Prowidenija 2015 war Enmelen Sitz und einzige Ortschaft einer gleichnamigen Landgemeinde (selskoje posselenije) innerhalb des Rajons Prowidenski.

## Verkehr
Enmelen ist nicht an das russische Straßennetz angeschlossen, aber mit dem nächstgelegenen, gut 30 km in südöstlicher Richtung entfernten Ort Nunligran über einen unbefestigten Fahrweg verbunden. Der Ort ist ansonsten nur auf dem Wasserweg oder per Hubschrauber erreichbar.